# Dirk Koch
Dirk Koch (* 10. März 1943 in Amsterdam) ist ein deutscher Journalist und Buchautor, der im Rheinland und in Irland zu Hause ist.
Koch war von 1973 bis 1997 Leiter der Hauptstadtredaktion des Nachrichtenmagazins Der Spiegel in der Bundeshauptstadt Bonn, danach bis 2006 Spiegel-Chef am Sitz der EU in Brüssel.

## Leben
Dirk Koch (* 1943), und Peter Koch (1938–1989) – ebenfalls Journalist – sind Brüder.
Während der Schulzeit jobbte Koch für die Regionalprogramme des WDR. Das Abitur machte er 1962 auf dem Siebengebirgs-Gymnasium Bad Honnef. Er schrieb parallel zum Geschichtsstudium in Bonn als freier Journalist für die Neue Ruhr Zeitung und den Bonner General-Anzeiger, bei dem er dann als Volontär ausgebildet und als Redakteur in das Ressort Politik übernommen wurde. 1966 wechselte Koch in die Bundeshauptstadt-Redaktion der Deutsche Presse-Agentur (dpa), von dort 1968 in die Parlamentsredaktion der Stuttgarter Zeitung, zuständig für Seite-Drei-Reportagen und Kommentare.
Im Jahre 1970 warb ihn das Magazin Der Spiegel für seine Bonner politische Redaktion ab, deren Leitung Koch dann 1973 bis zum Jahre 1997 übernahm.

## Wirken
Koch war dabei als 1969, der Vorsitzende der SPD-Bundestagsfraktion, Helmut Schmidt, in Moskau zu erkunden versucht, ob sich nicht Wege zur Entspannung zwischen Ost und West auftun könnten, und Schmidt Vorarbeit für die deutsche Ost- und Friedenspolitik leistet. Koch saß 1970 mit im Sonderzug nach Erfurt, als Willy Brandt der DDR den ersten Kanzlerbesuch abstattet.
Beim Ringen um die Ostverträge pendelte Koch zwischen Bonn, Warschau, Moskau. Der Streit um die Verträge gipfelte im – gescheiterten – Misstrauensvotum des Bundestags gegen SPD-Bundeskanzler Brandt.
FDP-Außenminister Hans-Dietrich Genscher hatte Koch an seiner Seite auf der Besichtigungstour der strategischen Nuklearwaffen der USA, zu der Henry Kissinger eingeladen hatte. Koch deckte 1981 die Flick-Spendenaffäre auf und zugleich die geheimen Absprachen der Bonner Politiker, sich selbst zu amnestieren. Bundeswirtschaftsminister Otto Graf Lambsdorff, der Schmiergelder für die FDP angenommen hatte, musste zurücktreten.
1991 arbeitete er an Wolfgang Schäubles Buch über den Einigungsvertrag mit.
Seit den 1970er Jahren hält sich Koch regelmäßig an der irischen Südwest-Küste auf.
2016 veröffentlichte er unter dem Westend Verlag das Buch Der ambulante Schlachthof oder Wie man Politiker das Fürchten lehrt, in dem er unter anderem detailliert auf die Flick-Affäre eingeht.

## Werke
- Der Schützling: Stasi-Agent Adolf Kanter, Helmut Kohl, die Korruption und die größte Spionageaffäre der Bundesrepublik.  Dietz, Berlin 2021, ISBN 978-3-8012-0586-7.
- Der ambulante Schlachthof oder Wie man Politiker wieder das Fürchten lehrt. Die letzten Geheimnisse der Bundesrepublik. Westend, Frankfurt am Main 2016, ISBN 978-3-86489-124-3.
- Murt, der Ire. Geschichten von der Insel des Mondes. Eire Verlag, Salzkotten 2014, ISBN 978-3-943380-18-7.
- Redaktion u. Vorwort; Wolfgang Schäuble: Der Vertrag. Wie ich über die deutsche Einheit verhandelte. Dt. Verl.-Anstalt, Stuttgart 1991, ISBN 978-3-421-06605-3.